# Botricello
Botricello  község (comune) Olaszország Calabria régiójában, Catanzaro megyében.

## Fekvése
A megye északkeleti részén fekszik, a Squillacei-öböl partján. Határai: Andali, Belcastro és Cropani.

## Története
A 16. századig Belcastro része volt, ezt követően cosenzai nemesek birtoka lett. A 19. század elején, amikor a Nápolyi Királyságban felszámolták a feudalizmust, Andali része lett. Önálló községgé 1956-ban vált.

## Népessége
A népesség számának alakulása:

## Főbb látnivalói
- Madonna di Pompei-templom
- San Michele e della Santissima Immacolata-templom
- San Francesco di Paola-templom